# Соловьёво (Смоленская область)
Соловьёво — деревня в Кардымовском районе Смоленской области. Расположена на правом берегу реки Днепр, в 13 км к югу от города Ярцево и в 18 км к востоку от посёлка городского типа Кардымово. Население 303 жителя (2015 год).

## История

### До 1941 года
В XVIII веке деревню назвали Соловьёво в честь Ивана Соловьёва — инженера, создавшего Смоленскую дорогу, вымостив старую сезонную дорогу щебнем. Жители окрестных деревень, под руководством Ивана Глинки, построили два плавучих моста через Днепр. В августе 1812 года армия Барклая-де-Толли дала здесь бой армии Наполеона, а затем осенью, во время преследования французской армии отряды графа Орлова-Денисова дали бой арьергарду маршала Нея.Соловьёва переправа известна с XV века как Соловьёв перевоз, через который переправлялись войска литовцев, в XVII веке через этот перевоз переправлялись поляки.

### 1941—1945 г. годы
С середины июля 1941 года Соловьёва переправа была единственным местом, через которое велось материально-техническое обеспечение войск Западного фронта в районе Смоленска.

### Послевоенные годы
В 1970 году был построен железобетонный мост.

## Экономика
В деревне имеется основная школа, дом культуры, библиотека, магазин, медпункт, отделение связи.
Сообщение с городами Смоленск, Дорогобуж, Ярцево, пгт. Кардымово и Верхнеднепровским — несколько проходящих автобусных рейсов.

## Культура, достопримечательности
- Храм Иконы Божьей Матери «Взыскание погибших» (освящён 27 сентября 2002 г., реконструкция с 2016 г.)
- Часовня Георгия Победоносца с купелью (освящена 9 декабря 2011 года)
- Святой источник Георгия Победоносца (освящён 9 декабря 2011 года)
- Поле Памяти (братские захоронения советских воинов)
- Вечный огонь (открыт 18 июля 2015 года), памятник Советскому солдату и Братские могилы воинов, павших во время Второй Мировой войны (реконструированы в 2015 году)
- Могила начальника Смоленского областного управления связи Кириленко П.М. (погиб 16 июля 1941 года)
- Памятник на месте Соловьёвской переправы

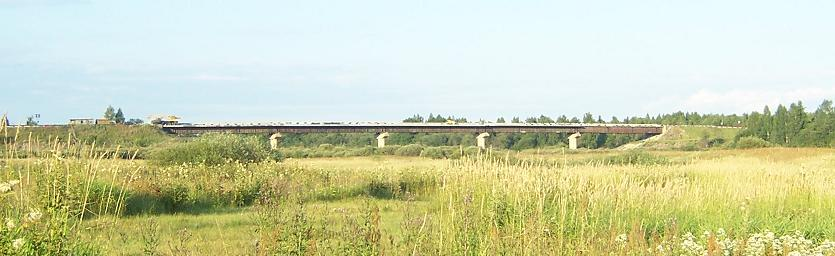
Мост через Днепр в районе Соловьёво

- Памятный знак "Плот" (открыт в 1994 году)
- Памятник реактивной установке «Катюша» (открыт в 1964 году, архитектор Тронин Г. С.)
- Мемориальная доска Лизюкову А.И. (открыта 20 июля 2013 года)
- Верстовой столб (установлен в сентябре 2012 года)
- Музейная экспозиция "Соловьёва переправа" (открыта в 2007 году)

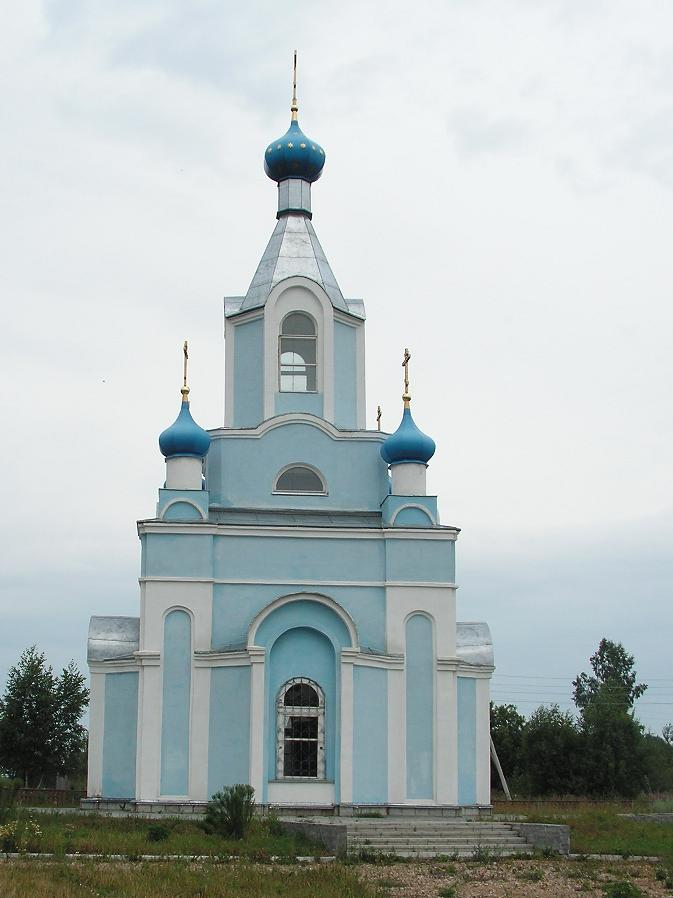
Храм Иконы Божьей Матери «Взыскания погибших»
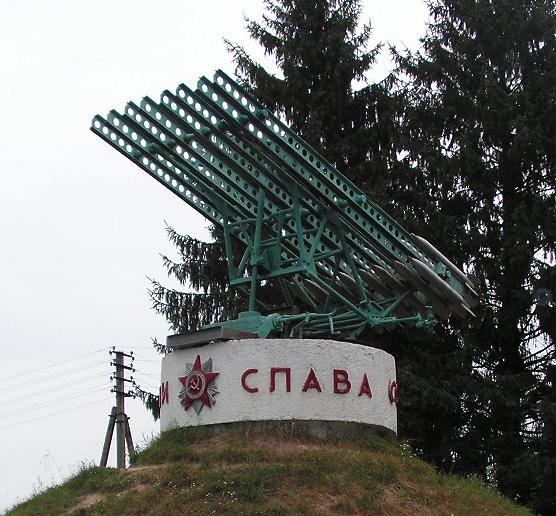
Памятник реактивной установке Катюша
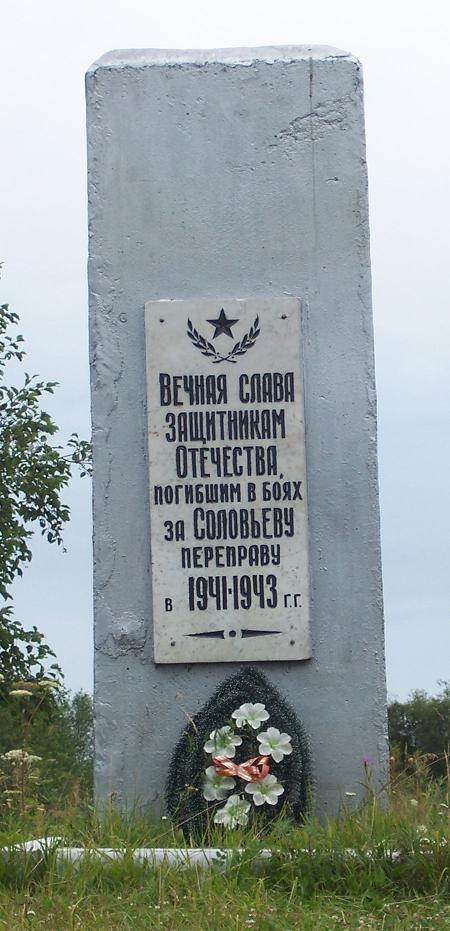
Памятник на месте Соловьёвской переправы
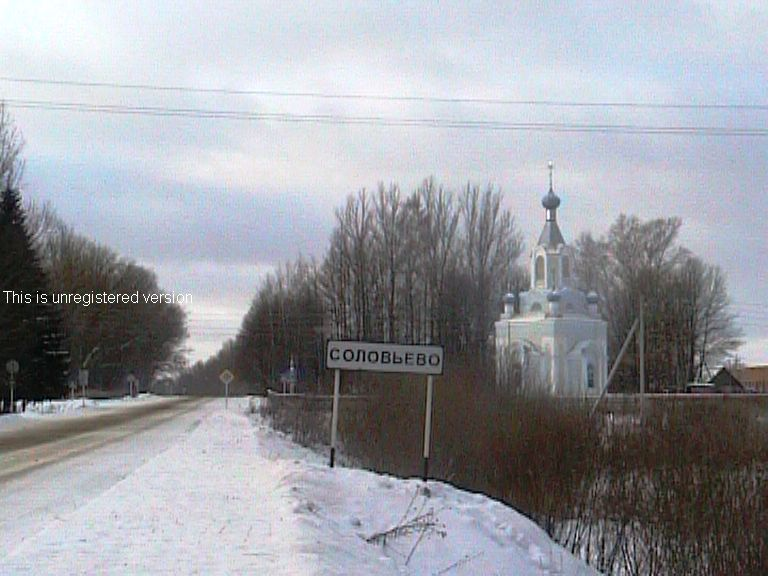
Въезд в деревню